# Beiert (Ruppichteroth)

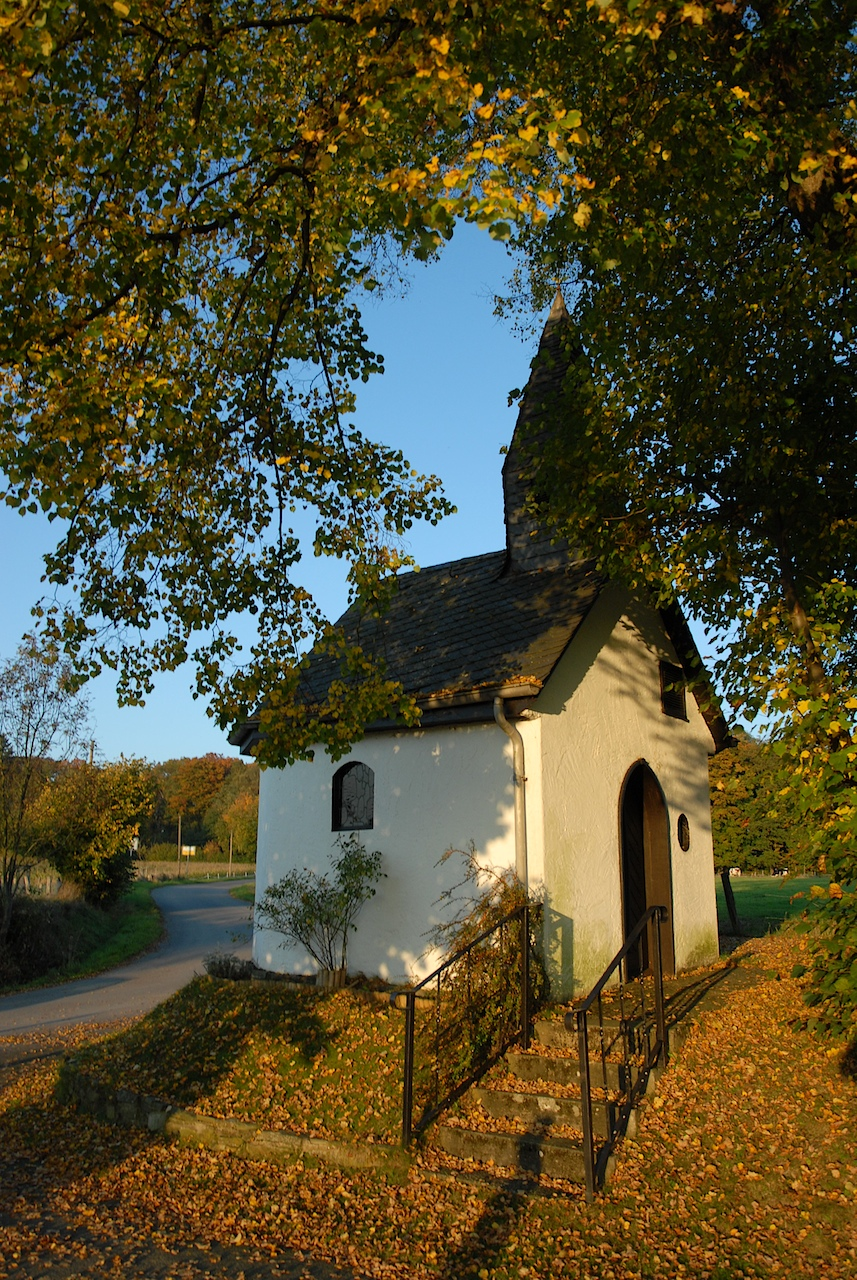
Die Laurentiuskapelle

Beiert ist ein Weiler der nordrhein-westfälischen Gemeinde Ruppichteroth in Deutschland.
Er besteht aus elf Häusern sowie dem denkmalgeschützten Beierter Hof. Bis zum 1. August 1969 war Beiert ein Ortsteil der damals eigenständigen Gemeinde Winterscheid.

## Lage
Beiert liegt in 170 m ü. NHN über dem Bröltal. Nachbarorte sind Niederhorbach im Westen und Burg Herrnstein im Osten.

## Geschichte
Der Ort, damals Bayerd geschrieben, hatte 1712 elf Haushalte mit 49 Seelen: Gerard Biezen, Mathias Steimel, Gerard Honsberg, Wittwe Schwarz, Wittwe Hövers, Sebastian Schmit, Gerard Schmit, Henrich Röger, Wittwe Quabeck, Wittwe Treckers und Godfried Ezenbach.
1809 hatte der Ort 65 katholische Einwohner.
1817 hatte Beiert, damals Bayert, 76 Einwohner.

### Beierter Hof
Der Hof Beiert wurde bereits 1299 erwähnt, als dieser am 25. Februar von Heinrich von Drachenfels als Lehen für empfangene 100 Mark an den Grafen Wilhelm von Berg gegeben wurde. 1644 war der Hof im Besitz von Bertram von Nesselrode.

## Kapelle
Die Beierter Kapelle ist dem heiligen Laurentius geweiht. Sie beherbergt eine Holzstatue des Heiligen aus dem Jahr 1767.